# Vị cách
Vị cách (tiếng Anh: Hypostasis, tiếng Hy Lạp: ὑπόστασις) là trạng thái cơ bản hay thực thể cơ bản và là thực tại cơ sở nâng đỡ vạn vật. Trong chủ nghĩa tân Platon (Neoplatonism), triết gia Plotinus đã giải thích được vị cách của linh hồn, trí tính và cái đơn tử. Trong thần học Kitô giáo, một vị cách hay nhân vị là một trong ba ngôi vị của Ba Ngôi.

## Triết học Hy Lạp
Aristoteles đã dùng thuật ngữ vị cách để nói đến một biến đổi trên cơ sở nền tảng vật chất trong ý niệm không toàn vẹn về sự sinh đẻ và trụy lạc, đồng thời cũng nói đến ousia, hay thực thể trong một ý niệm thứ cấp dành cho những giống loài được ngầm hiểu là các dạng thức hình chất. Tuy vậy, về mặt nguyên bản, ông đã dùng nó để biểu đạt phạm trù về thực thể theo quan điểm của mình, thể mẫu ("người này" hay "con bò này") hoặc cá thể, với tư cách cá thể, người kinh qua những biến cố ngẫu tính và những thuộc tính cốt yếu vốn có của người đó sẽ định nghĩa được những mặt phổ quát. Đối lập, Platon đã từng nói về thực tại khách quan của một vật hay thực tại bên trong của nó là trái ngược với diện mạo bên ngoài trong tác phẩm "Dụ ngôn cái hang". Những người theo chủ nghĩa tân Platon đồng ý rằng bên dưới những hiện tượng bề nổi có hiện diện chính bản thân chúng đến ý niệm của chúng ta, là ba căn nguyên tinh thần trội hơn, hay chính là những vị cách, mỗi một vị cao hơn chính vị đứng trước. Đối với Plotinus, chúng là linh hồn, hay là anima mundi (linh hồn thế giới), cái tồn tại/trí tính hay thần trí (Nous), và là cái đơn tử.

## Thần học Kitô giáo

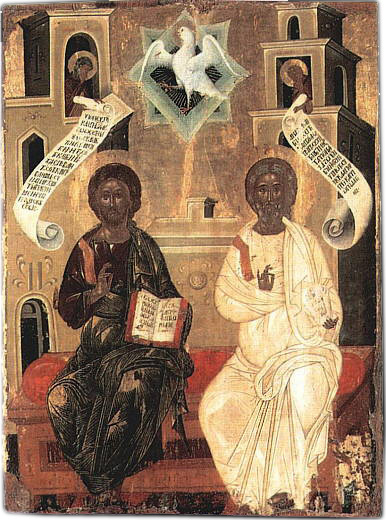
Linh ảnh Italo-Hy Lạp, thể hiện Chúa Ba Ngôi, Venezia (thế kỷ 16)

Trong những văn bản đầu tiên của thời kỳ Tiên khởi Công giáo, vị cách được dùng để mô tả "sự sống" hoặc "thực tại thể", và đôi khi tương đồng với ousia ("chất"). Tatian và Origen là hai người dùng thuật ngữ vị cách với nghĩa này; trong bản vạ tuyệt thông đính kèm vào Tín biểu Nicea năm 325.

### Những định nghĩa Ba Ngôi
Nhờ có ảnh hưởng của Tam Đại Giáo phụ Cappadocian, từ vị cách mới được tường minh và chính thức hoá, rồi từ đó người ta mới chấp nhận thể thức "Ba Vị cách trong một Ousia" là thể hiện cao nhất của hệ tư tưởng Ba Ngôi truyền thống. Riêng Basil xứ Ceasarea lập luận rằng hai từ trên không đồng nghĩa, và do đó cần phải phân biệt khi dùng để nhắc đến Chúa Trời. Ông viết:
"Ousia" khác "vị cách" cũng giống như cái tổng thể khác cái cụ thể, như động vật khác với một con người. Vậy nên, với Chúa Trời, chúng ta chỉ bày tỏ một thực thể để không phải định nghĩa thật đa dạng sự tồn tại, nhưng lại thể hiện một vị cách cụ thể, cho khái niệm về Chúa Cha, Chúa Con và Chúa Thánh Thần được rõ ràng, minh bạch.

Lúc đầu, sự đồng thuận này lại gây ra đôi chỗ khó hiểu với những nhà thần học phương Tây, vì từ vựng ở xứ họ không tương đồng. Nhiều nhà thần học Latin hiểu Hypo-stasis là "sub-stantia" ("substance" – "thực thể"), nên khi nhắc đến ba "vị cách" của Chúa Trời, họ lại nghi ngờ ba "thực thể" của thần luận Ba Ngôi. Tuy nhiên, từ sau khoảng giữa thế kỷ V, với Hội đồng Chalcedon, thuật ngữ vị cách lại được giải nghĩa là "thực tại cá thể" (trái ngược với ousia), đặc biệt là trong văn cảnh Ba Ngôi và Cơ Đốc luận. Theo quan điểm Cơ Đốc về Chúa Ba Ngôi, chỉ có một vị Chúa duy nhất tồn tại trong ba vị cách/dung mạo/nhân dạng.